# 阿吉馬爾·費札達
阿吉馬爾·費札達（1987年5月20日—）是一名阿富汗柔道運動員，曾代表國家參加2012年倫敦奧運的66公斤級柔道比賽，但未能獲獎。